# Infanta, Pangasinan
Infanta là một đô thị hạng 4 ở tỉnh Pangasinan, Philippines. Theo điều tra dân số năm 2007, đô thị này có dân số 23.731 người trong 4.219 hộ.

## Barangay
Infanta được chia thành 13 barangay.
- Bamban
- Batang
- Bayambang
- Cato
- Doliman
- Fatima
- Maya
- Nangalisan
- Nayom
- Pita
- Poblacion
- Potol
- Babuyan